# Диспансеризація
Диспансериза́ція — метод медичного обслуговування населення, який передбачає активне виявлення захворювань на ранніх стадіях, нагляд за певними групами хворих з метою забезпечення їх життєдіяльності та працездатності, проведення оздоровчих заходів, обов'язкові медичні огляди деяких категорій населення тощо.[джерело?]

## Актуальність
Загалом, диспансеризація була розповсюджена у СРСР. Проте, ефективність цього "медичного інструмент" щонайменше провокує сумнів.
Станом на 2018 рік в Україні, диспансеризація скасована.

## Цілі диспансеризації
Основною метою диспансеризації населення є в першу чергу запобігання розвитку захворювань, проведення заходів, спрямованих на збереження та зміцнення здоров'я, зниження рівня захворюваності, інвалідності та смертності населення, збільшення активного довголіття.
За розрахунками, державі економічно вигідніше запобігти захворюванню, ніж лікувати хвороби та їх наслідки, виплачувати кошти за втрату працездатності, втрачати людські життя.
Диспансеризація включає:
- медичний огляд населення з проведенням визначеного обсягу лабораторних та інструментальних обстежень;
- додаткове обстеження осіб, які цього потребують;
- виявлення осіб з факторами ризику, що спричиняють виникнення та розвиток захворювань;
- своєчасне виявлення захворювань;
- розробку та проведення комплексу необхідних медичних та соціальних заходів, динамічного спостереження за станом здоров'я населення.

Диспансеризація проводиться закладами охорони здоров'я за участю вищих навчальних медичних закладів усіх рівнів акредитації, закладів післядипломної освіти, наукових установ, центральних та місцевих органів виконавчої влади, відомств, установ та організацій.
Територіальні органи охорони здоров'я або визначені ними заклади організовують бригади спеціалістів із закладів охорони здоров'я обласного (республіканського в Автономній Республіці Крим, міського — у містах Києві та Севастополі) підпорядкування, вищих навчальних медичних закладів усіх рівнів акредитації, закладів післядипломної освіти, наукових установ для диспансерного огляду дорослого та дитячого населення у районах та містах відповідної адміністративній території, насамперед у сільських населених пунктах, які мають проблеми кадрового та матеріально-технічного забезпечення диспансеризації. Зазначені бригади спеціалістів забезпечуються необхідними медичним обладнанням та транспортними засобами.

## Типи диспансерів
- Кардіологічний диспансер
- Онкологічний диспансер
- Шкірно-венерологічний диспансер
- Протитуберкульозний диспансер
- Психоневрологічний диспансер
- Наркологічний диспансер
- Лікувально-фізкультурний диспансер
- Трихоматозний диспансер

Диспансери працюють за дільничим принципом і кожен їх вид має специфічні особливості. У своїй щоденній роботі вони контактують з лікувально-профілактичними закладами, надають їм організаційно-методичну допомогу в боротьбі з онкозахворюваннями.
3 організаційного погляду проблема диспансеризації має два аспекти: охоплення людей профілактичними медичними оглядами і активний нагляд за хворими на хронічні захворювання. Згідно з постановою Кабінету Міністрів України від 05.08.94 р., обов'язковим медичним оглядам, які мають на меті дати всебічну оцінку стану здоров'я обстежених осіб, підлягають діти, підлітки, ветерани війни і праці, особи, які постраждали внаслідок Чорнобильської катастрофи, та деякі інші категорії населення. Крім того, періодично обстежують працівників певних професій, осіб, що перебувають під впливом так званих факторів ризику тощо. Практично це означає, що на кожній лікарській дільниці, а сюди входять і села, жителів яких обслуговує фельдшерсько-акушерський пункт (ФАП), не менш як третина мешканців потребує медоглядів з профілактичною метою. Коли ж ураховувати й цільові медогляди (для виявлення певного захворювання), то є всі підстави твердити про доцільність огляду кожного сільського мешканця.
Диспансерний нагляд за здоровими особами і хворими проводять лікарі різного фаху. Фельдшер і акушерка — незамінні помічники лікаря в проведенні диспансеризації.

## Комплексні профілактичні медогляди
Перелік так званих обов'язкових контингентів для медогляду, а також лікарів-фахівців, які проводитимуть його, і потрібних для цього допоміжних досліджень визначає районна санітарно-епідеміологічна станція (СЕС). До тих, хто має пройти комплексний профілактичний медогляд, крім контингентів, зазначених у постанові Кабінету Міністрів, належать передусім механізатори, тваринники, особи, які працюють з отрутохімікатами, працівники торгівлі, громадського харчування, дитячих закладів та ін. Залежно від місцевих умов і за рекомендацією головного лікаря сільської лікарської дільниці та фахівців центральної районної лікарні(ЦРЛ) контингенти для медогляду можуть бути розширені.
Фельдшер складає в двох примірниках список осіб, яким належить пройти профілактичний медогляд, і затверджує його в сільській Раді. Один примірник списку він надсилає в районну СЕС. Для контролю за повнотою проведення медогляду доцільно використовувати перфокартотеку.
Після того як визначено обсяг роботи в цілому по району, організаційно-методичний кабінет ЦРЛ формує бригаду лікарів і складає графік проведення медоглядів. Його затверджують головний лікар району і голова виконавчого комітету районної Ради народних депутатів. З графіком ознайомлюють працівників усіх ФАПів. Медогляди проводять у грудні—травні в дільничній чи районній лікарнях або на ФАПі.
Фельдшер бере безпосередню участь у медогляді. Він доповідає лікареві про те, коли і з якого приводу звертався хворий за допомогою (на підставі записів, зроблених в амбулаторному журналі), інформує про умови його праці, побуту, спосіб життя. Особливу увагу звертає на випадки тимчасової втрати працездатності.
Виявлених хворих беруть під активний нагляд, складають план заходів щодо їхнього оздоровлення. Звичайно, не саме по собі взяття хворого на облік, а повне й своєчасне проведення оздоровчих заходів зумовлює ефективність диспансерного нагляду.
Цільові профілактичні медогляди. Із розширенням мережі медичних закладів у сільській місцевості, удосконаленням форм і методів їхньої роботи кількість хвороб, що підлягають активному виявленню, зростає. Нині до першочергових належать медогляди з метою виявлення хворих на туберкульоз, злоякісні новоутворення, шкірні й венеричні хвороби, зоб, цукровий діабет, а також на хронічний алкоголізм, глаукому та інші недуги.
Медогляди з метою виявлення шкірних і венеричних хвороб поєднують з комплексними медоглядами осіб певних професій — працівників торговельних, харчових підприємств, дитячих закладів. Якщо треба обстежити тих, хто перебував у контакті з виявленими хворими, медпрацівники пункту беруть участь у залученні цих осіб до обстеження дермато-венерологом ЦРЛ.

## Диспансеризація в Україні
Диспансеризація в Україні регламентувалась Наказом Міністерства охорони здоров'я України № 728 від 28 серпня 2010 року «Про диспансеризацію населення».